# 500 (EP)
500 è un EP di Paolo Benvegnù, pubblicato nel 2009.

## Descrizione
Anticipato dal singolo Nel silenzio, il disco è stato prodotto da Fabrizio Barbacci (già al lavoro con Ligabue e Roy Paci). Viene seguito da un tour che porta Benvegnù ad esibirsi, tra l'altro, al concerto del Primo Maggio a Roma, e all'Italia Wave.
Pubblicato per l'etichetta La Pioggia Dischi, l'EP viene lanciato in anteprima italiana attraverso il progetto virale liveCASTour, prodotto dal webzine indie-eye.it, che diffonde su cinque portali (xL, Music Zone, Tgcom, Mtv.it e Yahoo Musica) cinque video live registrati a porte chiuse, per la regia di Michele Faggi.

## Tracce
1. 500 – 5:09
2. Nel silenzio (nuova versione) – 3:56
3. 75 giorni – 5:41
4. Marzo 13 – 4:12
5. Superstiti – 3:40

## Formazione

### Gruppo
- Paolo Benvegnù - voce e chitarra
- Andrea Franchi - batteria, chitarra, pianoforte
- Luca Baldini - basso, cori
- Guglielmo Ridolfo Gagliano - chitarra, violoncello, pianoforte
- Igor Cardeti - chitarra
- Michele Pazzaglia - fonico

### Ospiti
- Filippo Brilli - sassofoni in Superstiti